# Lecanora guatemalensis
Lecanora guatemalensis är en lavart som beskrevs av Guderley. Lecanora guatemalensis ingår i släktet Lecanora och familjen Lecanoraceae.   Inga underarter finns listade i Catalogue of Life.